# Ed Flanders
Edward Paul Flanders (Minneapolis, 29 dicembre 1934 – Denny, 22 febbraio 1995) è stato un attore statunitense maggiormente conosciuto per i suoi ruoli di Dr. Donald Westphall nella serie A cuore aperto e di Walter Sims in Mariti imperfetti.

## Filmografia parziale

### Cinema
- La cavalletta (The Grasshopper), regia di Jerry Paris (1970)
- MacArthur il generale ribelle (MacArthur), regia di Joseph Sargent (1977)
- La nona configurazione (The Ninth Configuration), regia di William Peter Blatty (1980)
- L'assoluzione (True Confessions), regia di Ulu Grosbard (1981)
- Caccia implacabile (The Pursuit of D.B. Cooper), regia di Roger Spottiswoode (1981)
- L'esorcista III (The Exorcist III), regia di William Peter Blatty (1990)
- Mariti imperfetti (Bye Bye Love), regia di Sam Weisman (1995)

### Televisione
- Cimarron Strip – serie TV, episodio 1x08 (1967)
- Hawaii Squadra Cinque Zero (Hawaii Five-O) – serie TV, 7 episodi (1969-1975)
- Le notti di Salem (Salem's Lot) – serie TV, 2 episodi (1979)
- Diritto d'offesa (Skokie), regia di Herbert Wise (1981) – film tv
- A cuore aperto (St. Elsewhere) – serie TV, 119 episodi (1982-1988)
- Giorni di fuoco (The Final Days), regia di Richard Pearce – film TV (1989)

## Riconoscimenti
- Primetime Emmy Awards
  - 1977 - Migliore attore protagonista in una miniserie o film - Harry S. Truman: Plain Speaking
  - 1983 - Migliore attore protagonista in una serie drammatica - A cuore aperto

## Doppiatori italiani
Nelle versioni in italiano delle opere in cui ha recitato, Ed Flanders è stato doppiato da:
- Carlo Alighiero in A cuore aperto
- Gianni Bonagura in Mariti imperfetti
- Gianni Marzocchi in L'assoluzione
- Giorgio Piazza in MacArthur il generale ribelle
- Nando Gazzolo in L'esorcista III
- Sergio Fiorentini in Caccia implacabile
- Dario Penne in Le notti di Salem